# 한국포도회
한국포도회는 포도 산업에 대한 정보, 기술교류, 교육, 훈련, 지도사업, 조사연구, 홍보 및 국제교류를 통한 포도산업의 발전에 기여 목적으로 2002년 1월 4일 설립된 대한민국 농림수산식품부 소관의 사단법인이다. 사무실은 충남 천안시 서북구 성거읍 모전1길 233에 있다.

## 연혁
- 1980년 6월 10일 : 창립 (초대회장 : 정성규)
- 1980년 9월 1일 : 진주 현지 포장에서 연수회를 시작
- 1982년 11월 1일 : 사와노부리 하루오(일본포도 애호회 이사장) 초청
- 1983년 1월 1일 : 김성순 회장 취임(2대~6대)
- 1994년 12월 1일 : 스즈끼 히데오시 초청 초약전정 재배기술 보급
- 1997년 11월 1일 : 오가와 다까오 초청 신단초재배기술 보급
- 1998년 1월 1일 : 정재정회장 취임(7~8대)
- 2002년 1월 23일 : 사단법인 인가와 주산지 지회조직
- 2002년 6월 1일 : 사무국 이전(수원시 장안구 이목동 475번지)
- 2003년 1월 1일 : 시설포도자조금사업실시
- 2003년 11월 27일 : 박택균회장 취임(9~10대)
- 2004년 3월 18일 : 한국포도영농조합 법인 설립
- 2005년 1월 1일 : 홈페이지 개설
- 2009년 11월 24일 : 오인길회장 취임(11대)

## 주요 사업
- 포도산업 관련 교육, 훈련, 지도사업
- 포도산업에 관한 각종 정보자료, 연구보고서 및 회지 발간
- 포도산업의 발전을 위한 정책개발 및 건의
- 포도의 소비촉진 등을 위한 대소비자 홍보 활동
- 연수생 파견, 해외시찰 등 국제교류
- 기타 본회의 목적 달성을 위해 필요한 사업